# Vivere insieme
Vivere insieme (The Marrying Kind) è un film del 1952 diretto dal regista George Cukor.